# Zaprška
Zaprška je smjesa brašna i masnoće kuhani zajedno i koristi se za ugušćivanje umaka ili variva. U francuskoj kuhinji masnoća je maslac, ali može biti i životinjska mast ili biljno ulje u drugim kuhinjama.